# Peltaria angustifolia
Peltaria angustifolia är en korsblommig växtart som beskrevs av Dc. Peltaria angustifolia ingår i släktet penningtravar, och familjen korsblommiga växter. Inga underarter finns listade i Catalogue of Life.

## Bildgalleri

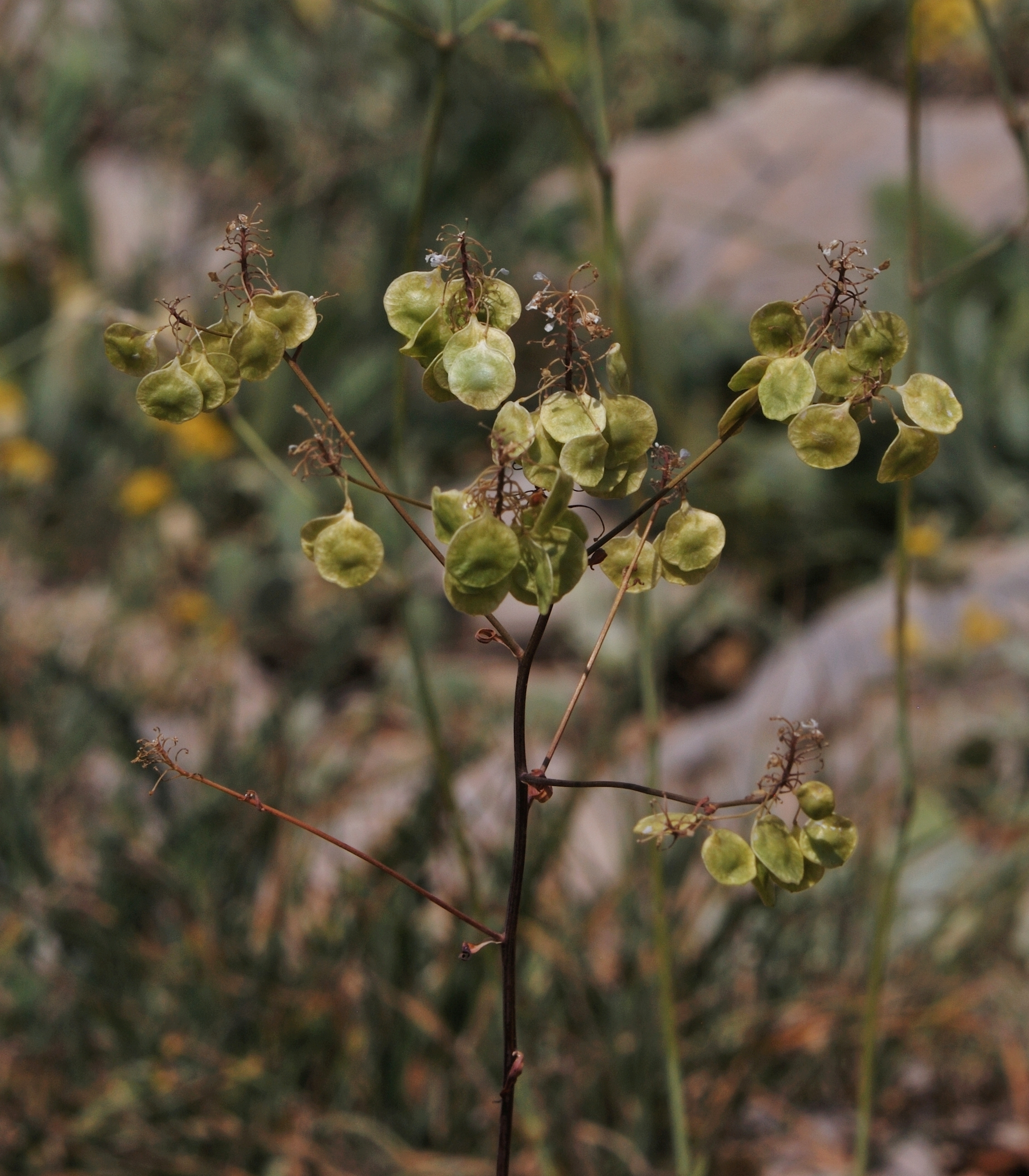